# كامباتمار شانكاريا
كامباتيمار شانكاريا (1952 - 16 مايو 1979) هو قاتل متسلسل هندي اعتقل عن عمر يناهز 26 عاماً. واعترف بأنه قتل 70 شخص على الأقل بين 1973-1974 من أجل المتعة فقط . وقام بقتل ضحاياه من خلال ضربهم بمطرقة على أعناقهم، وحُكم عليه بالإعدام شنقاً في 16 مايو 1979، و كانت كلماته الأخيرة قبل إعدامه «قتلت كل هؤلاء الأشخاص عبثاً لا ينبغي لأحد أن يصبح وحشاً مثلي».